# Krajów (województwo mazowieckie)
Krajów dawniej też Krajew – wieś w Polsce położona w województwie mazowieckim, w powiecie przysuskim, w gminie Przysucha. Ma status sołectwa.
Prywatna wieś szlachecka, położona była w drugiej połowie XVI wieku w powiecie radomskim województwa sandomierskiego.
Z Krajowa  pochodził wojewoda Pomorski Mikołaj Szpot oraz jego syn  Achacy Szpot (starosta nowski) 
W latach 1975–1998 miejscowość administracyjnie należała do województwa radomskiego.
Wierni Kościoła rzymskokatolickiego należą do parafii św. Wojciecha w Skrzyńsku.